# Bishop's Stortford FC
Bishop's Stortford FC är en engelsk fotbollsklubb i Bishop's Stortford, grundad 1874. Hemmamatcherna spelas på Woodside Park. Klubbens smeknamn är The Blues och The Bishops. Klubben spelar i Isthmian League Premier Division.
Klubben blev den sista vinnaren av FA Amateur Cup när man vann 1973/74.
2004 genomdrev Football Association en omfattande omstrukturering av National League System (NLS) och skapade två nya regionala divisioner i Football Conference. Bishop's Stortford hamnade tillräckligt högt upp i Isthmian League Premier Division för att flyttas upp i den nystartade Conference South. Säsongen 2006/07 missade man chansen till spel i Conference National när man förlorade i playoff.

## Meriter
- FA Amateur Cup: 1973/74
- FA Trophy: 1980/81
- Isthmian League Division One: 1980/81, 1993/94
- Athenian League Premier Division: 1969/70
- Athenian League Division One: 1965/66
- Delphian League: 1954/55
- Spartan League Division Two (East): 1931/32
- East Herts League Division One: 1919/20
- Saffron Waldon & District League: 1911/12, 1912/13, 1913/14
- Stansted & District League: 1910/11, 1912/13, 1919/20